# Bismarck (Illinois)
Bismarck és una població dels Estats Units a l'estat d'Illinois. Segons el cens del 2000 tenia 542 habitants.

## Demografia
Segons el cens del 2000, Bismarck tenia 542 habitants, 204 habitatges, i 158 famílies. La densitat de població era de 307,7 habitants/km².
Dels 204 habitatges en un 42,2% hi vivien nens de menys de 18 anys, en un 69,6% hi vivien parelles casades, en un 7,4% dones solteres, i en un 22,5% no eren unitats familiars. En el 19,6% dels habitatges hi vivien persones soles l'11,3% de les quals corresponia a persones de 65 anys o més que vivien soles. El nombre mitjà de persones vivint en cada habitatge era de 2,66 i el nombre mitjà de persones que vivien en cada família era de 3,08.
Per edats la població es repartia de la següent manera: un 27,9% tenia menys de 18 anys, un 5,9% entre 18 i 24, un 30,6% entre 25 i 44, un 23,6% de 45 a 60 i un 12% 65 anys o més.
L'edat mediana era de 37 anys. Per cada 100 dones de 18 o més anys hi havia 88,9 homes.
La renda mediana per habitatge era de 41.731 $ i la renda mediana per família de 45.000 $. Els homes tenien una renda mediana de 36.750 $ mentre que les dones 21.667 $. La renda per capita de la població era de 15.255 $. Aproximadament el 3,4% de les famílies i el 4,2% de la població estaven per davall del llindar de pobresa.

## Poblacions properes
El següent diagrama mostra les poblacions més properes.